# Championnat de France des rallyes 2023
Navigation
Championnat 2022 Championnat 2024
Le Championnat de France des rallyes 2023, 57e édition organisée par la Fédération Française du Sport Automobile, se dispute du 16 mars au 26 novembre 2023 sur deux championnats répartis entre 9 épreuves « asphalte » et 7 épreuves « terre ».

## Épreuves
| Manche | Date             | Rallye                            | Vainqueur      | Copilote            | Voiture                     |
| ------ | ---------------- | --------------------------------- | -------------- | ------------------- | --------------------------- |
| 1      | 16-18 mars       | Rallye Le Touquet - Pas-de-Calais | Nicolas Ciamin | Yannick Roche       | Volkswagen Polo GTI R5 (en) |
| 2      | 20-22 avril      | Rallye Rhône-Charbonnières        | Yoann Bonato   | Benjamin Boulloud   | Citroën C3 Rally2 (en)      |
| 3      | 17-20 mai        | Rallye Antibes Côte d'Azur        | Yoann Bonato   | Benjamin Boulloud   | Citroën C3 Rally2           |
| 4      | 16-18 juin       | Rallye Vosges - Grand Est         | Yoann Bonato   | Benjamin Boulloud   | Citroën C3 Rally2           |
| 5      | 6-8 juillet      | Rallye Aveyron Rouergue Occitanie | Eric Camilli   | Benjamin Veillas    | Citroën C3 Rally2           |
| 6      | 31/8-2 septembre | Rallye Mont-Blanc Morzine         | Yoann Bonato   | Benjamin Boulloud   | Citroën C3 Rally2           |
| 7      | 29/9-1 octobre   | Rallye Cœur de France             | Éric Camilli   | Thibault de la Haye | Citroën C3 Rally2           |
| 8      | 26-28 octobre,   | Critérium des Cévennes            | Yoann Bonato   | Benjamin Boulloud   | Citroën C3 Rally2           |
| 9      | 23-26 novembre,  | Rallye du Var                     | Yoann Bonato   | Benjamin Boulloud   | Citroën C3 Rally2           |

| Manche | Date           | Rallye                                        | Vainqueur                | Copilote               | Voiture                     |
| ------ | -------------- | --------------------------------------------- | ------------------------ | ---------------------- | --------------------------- |
| 1      | 31/03-2 avril  | Rallye Terre des Causses                      | Jean-Baptiste Franceschi | Lucie Baud             | Škoda Fabia Rally2 evo (en) |
| 2      | 5-7 mai        | Rallye Castine Terre d'Occitanie              | Matthieu Margaillan      | Mathilde Margaillan    | Škoda Fabia Rally2 evo      |
| 3      | 1-3 juin       | Rallye Terre d'Aléria                         | Matthieu Margaillan      | Mathilde Margaillan    | Škoda Fabia Rally2 evo      |
| 4      | 21-23 juillet  | Rallye Terre de Langres Haute Marne           | Nikolay Gryazin          | Konstantin Aleksandrov | Volkswagen Polo GTI R5      |
| 5      | 25-27 août     | Rallye Terre de Lozère                        | Jean-Baptiste Franceschi | Lucie Baud             | Škoda Fabia Rally2 evo      |
| 6      | 6-8 octobre    | Rallye Terre des Cardabelles Millau - Aveyron | Florent Todeschini       | Sabrina De Castelli    | Hyundai i20 N Rally2 (en)   |
| 7      | 10-12 novembre | Rallye Terre de Vaucluse                      | Matthieu Margaillan      | Mathilde Margaillan    | Škoda Fabia RS Rally2       |

## Championnat asphalte

### Classement

#### Attribution des points
Les points sont attribués aux 10 premiers équipages classés inscrits au championnat de France. Tous les pilotes prenant le départ scorent 2 points bonus, tous les équipages classés 3 points bonus supplémentaires (soit 5 points minimum pour chaque équipage inscrit terminant un rallye). Le plus mauvais résultat par pilote est décompté du total général.
| Position | 1er | 2e | 3e | 4e | 5e | 6e | 7e | 8e | 9e | 10e |
| Points   | 20  | 15 | 12 | 10 | 8  | 6  | 4  | 3  | 2  | 1   |

#### Classement des pilotes
| Pos. | Pilotes                | TOU | CHA | ANT | VOS | ROU | MBL | CDF | CEV | VAR | Points |
| ---- | ---------------------- | --- | --- | --- | --- | --- | --- | --- | --- | --- | ------ |
| 1    | Yoann Bonato           | 4   | 1   | 1   | 1   | Ab. | 1   | 3   | 1   | 1   | 184    |
| 2    | Éric Camilli           | 7   | 3   | 3   | 3   | 1   | 4   | 1   | Ab. | 2   | 147    |
| 3    | Léo Rossel             | 6   | 4   | 6   | 5   | 2   | 2   | 2   | 2   | 11  | 135    |
| 4    | Raphaël Astier         | 9   | 7   | 5   | 4   | 3   | 7   | 6   | 3   |     | 98     |
| 5    | Hugo Margaillan        | 5   | 2   | 2   | 2   | Ab. | 3   | Ab. |     |     | 94     |
| 6    | Cédric Robert          | 8   | 6   | 8   | 14  | Ab. | 10  | 9   | 4   | 3   | 79     |
| 7    | Éric Mauffrey          | 11  | 9   |     | 6   | 8   | 11  | 7   | 5   | Ab. | 60     |
| 8    | Nicolas Ciamin         | 1   |     | 4   |     |     |     | 4   |     |     | 55     |
| 9    | Thomas Chauffray       | 2   | 5   |     |     | Ab. | 18  | 11  | Ab. |     | 47     |
| 10   | William Wagner         | 3   | 12  | 7   | Ab. | 6   |     |     |     |     | 44     |
| 11   | Patrick Rouillard      |     | 10  | 9   | 7   | 7   | 29  | 10  |     |     | 42     |
| 12   | Jean-François Mourgues |     | 17  | 12  |     | 13  | 17  | Ab. | 7   | 8   | 39     |
| 21   | Pierre Roché           |     |     | 11  |     | 9   | 13  | 8   |     | Ab. | 27     |
| 48   | Quentin Gilbert        | 12  |     |     | Ab. |     | 10  |     |     |     | 18     |
| 112  | David Salanon          |     | 8   |     |     |     |     |     |     |     | 8      |

Sources,,

## Championnat terre

### Classement

#### Attribution des points
Les points sont attribués aux 10 premiers équipages classés. Tous les pilotes prenant le départ scorent 2 points bonus, tous les équipages classés 3 points bonus supplémentaires (soit 5 points minimum pour chaque équipage inscrit terminant un rallye).
| Position | 1er | 2e | 3e | 4e | 5e | 6e | 7e | 8e | 9e | 10e |
| Points   | 20  | 15 | 12 | 10 | 8  | 6  | 4  | 3  | 2  | 1   |

#### Classement des pilotes
| Pos. | Pilotes                  | CAU | CAS | ALE | LAN | LOZ | CAR | VAU | Points |
| ---- | ------------------------ | --- | --- | --- | --- | --- | --- | --- | ------ |
| 1    | Jean-Baptiste Franceschi | 1   | 3   | 2   | 3   | 1   | 2   | Ab. | 126    |
| 2    | Florent Todeschini       | 2   | 2   | Ab. | 5   | 2   | 1   | 4   | 115    |
| 3    | Matthieu Margaillan      | Ab. | 1   | 1   | 4   | Ab. | 4   | 1   | 109    |
| 4    | Benjamin Clémençon       | 4   | 4   | 6   | 6   | Ab. | 3   | 3   | 88     |
| 5    | Charles Munster          | 5   | 10  | 5   | 9   | 3   |     | 2   | 76     |
| 6    | Cédric Rabasse           | 7   | 8   | 11  | 7   | 5   | 7   | 6   | 64     |
| 7    | Quentin Ribaud           |     | 7   | 4   | 10  | 7   |     | 5   | 52     |
| 8    | Thibault Durbec          | 3   | Ab. | Ab. | 2   |     |     |     | 41     |
| 13   | Nikolay Gryazin          |     |     |     | 1   | 12  |     |     | 30     |
| 14   | Jean-Paul Villa          | 8   |     | 3   |     |     |     | 13  | 30     |
| 20   | Dominique Bruyneel       | 16  | 21  |     | 42  | Ab. | 43  | 16  | 27     |
| 43   | Florian Bernardi         | 9   | 5   | Ab. |     |     |     |     | 22     |

Sources,,

## Autres championnats/coupes sur asphalte
- Champion de France des rallyes « amateurs » (Trophée Michelin) : Éric Camilli sur Citroën C3 Rally2
- Champion de France des rallyes deux roues motrices : Raphaël Astier sur Alpine A110 Rally RGT
- Champion de France des rallyes 2e Division : Eddy Lemaître sur Škoda Fabia Rally2 evo (en)
- Championne de France :  Mireille Vidueira

## Réglementation
Pour le règlement complet des rallyes, voir ici.

## Médiatisation
Canal+ Sport 360 propose en prime time, pour les neuf manches asphalte, un résumé de 52 minutes dans une émission intitulée « Rallye Club ».